# Holland's Next Top Model, seizoen 12
Het twaalde seizoen van Holland's Next Top Model (HNTM) startte op 2 september 2019. Het seizoen wordt uitgezonden op RTL 5. Net zoals in de vorige twee seizoenen doen er ook dit jaar weer zowel vrouwen als mannen mee.
Het seizoen startte met een groep van honderd jongens en meisjes maar dit werd in de eerste aflevering al terug gebracht naar twintig. In de tweede aflevering vielen er nog vier modellen af waardoor er uiteindelijk zestien modellen in de race bleven voor de titel Holland's Next Top Model. Nieuw dit jaar is dat er twee verschillende modellenhuizen zijn met ieder acht modellen. De modellen zelf weten in het begin nog niet dat ze afgezonderd van elkaar strijden voor de titel. In aflevering negen worden uiteindelijk de twee modellenhuizen samengevoegd tot één huis. Opvallende kandidaten dit jaar zijn Maha en Sam. Maha is de eerste vrouwelijke kandidaat van Holland's Next Top Model met een hoofddoek en Sam is het broertje van presentator Tim Hofman.
De vaste juryleden zijn dit jaar Anna Nooshin, Nigel Barker en Kim Feenstra en daarnaast is er iedere week een ander gastjurylid. De winnaar komt op de cover van de ELLE en tekent een contract bij modellenbureau The Movement.

## Modellen

### Kandidaten
(de leeftijden zijn op het moment van de opname)
| Huis   | Naam | Naam             | Leeftijd | Lengte | Woonplaats                      | Uitkomst      | Plaats |
| ------ | ---- | ---------------- | -------- | ------ | ------------------------------- | ------------- | ------ |
| Huis 1 |      | Marnix Baas      | 18       | 1.87m  | Heerhugowaard, Noord-Holland    | Aflevering 3  | 16     |
| Huis 2 |      | Joella Ajayi     | 22       | 1.74m  | Woudenberg, Utrecht             | Aflevering 4  | 15     |
| Huis 1 |      | Anouk Borgman    | 20       | 1.72m  | Amsterdam, Noord-Holland        | Aflevering 5  | 14     |
| Huis 2 |      | Sinio Sanchez    | 20       | 1.90m  | Almere, Flevoland               | Aflevering 6  | 13     |
| Huis 1 |      | Sam              | 19       | 1.82m  | Strijen, Zuid-Holland           | Aflevering 7  | 12-11  |
| Huis 1 |      | Tenisha Ramazan  | 17       | 1.78m  | Oost-Souburg, Zeeland           | Aflevering 7  | 12-11  |
| Huis 2 |      | Sam Hofman       | 23       | 1.80m  | Amsterdam, Noord-Holland        | Aflevering 9  | 10     |
| Huis 1 |      | Jawahir Khalifa  | 19       | 1.65m  | 's-Hertogenbosch, Noord-Brabant | Aflevering 9  | 9      |
| Huis 2 |      | Maha Eljak       | 18       | 1.73m  | Sneek, Friesland                | Aflevering 10 | 8      |
| Huis 2 |      | Nick Bronsink    | 21       | 1.86m  | Zwolle, Overijssel              | Aflevering 11 | 7      |
| Huis 1 |      | Bibi Doesburg    | 18       | 1.74m  | Eindhoven, Noord-Brabant        | Aflevering 12 | 6      |
| Huis 1 |      | Benjamin van Dam | 18       | 1.88m  | Zoetermeer, Zuid-Holland        | Aflevering 13 | 5      |
| Huis 2 |      | Lenny Kruider    | 20       | 1.75m  | Sommelsdijk, Zuid-Holland       | Aflevering 16 | 4      |
| Huis 2 |      | Jay Hofstede     | 20       | 1.86m  | Hoorn, Noord-Holland            | Aflevering 16 | 3-2    |
| Huis 2 |      | Silke Otten      | 21       | 1.74m  | Rottum, Friesland               | Aflevering 16 | 3-2    |
| Huis 1 |      | Marcus Hansma    | 17       | 1.86m  | Hoogeveen, Drenthe              | Aflevering 16 | 1      |

## Call-out order
| 1  | Anouk    | Bibi     | Jay    | Marcus   | Jay   | Marcus         | Maha      | Marcus   | Silke    | Lenny    | Jay      | Silke    | Jay    | Marcus    |
| 2  | Benjamin | Marcus   | Nick   | Jawahir  | Nick  | Bibi           | Nick      | Silke    | Nick     | Silke    | Marcus   | Marcus   | Silke  | Jay Silke |
| 3  | Bibi     | Benjamin | Lenny  | Tenisha  | Sam   | Benjamin       | Lenny     | Nick     | Jay      | Jay      | Lenny    | Jay      | Marcus | Jay Silke |
| 4  | Jawahir  | Tenisha  | Sinio  | Bibi     | Lenny | Jawahir        | Sam       | Benjamin | Marcus   | Bibi     | Benjamin | Lenny    | Lenny  |           |
| 5  | Marcus   | Samuel   | Silke  | Samuel   | Maha  | Samuel Tenisha | Jay Silke | Jay      | Benjamin | Benjamin | Silke    | Benjamin |        |           |
| 6  | Marnix   | Jawahir  | Maha   | Benjamin | Silke | Samuel Tenisha | Jay Silke | Lenny    | Lenny    | Marcus   | Bibi     |          |        |           |
| 7  | Samuel   | Anouk    | Sam    | Anouk    | Sinio |                |           | Maha     | Bibi     | Nick     |          |          |        |           |
| 8  | Tenisha  | Marnix   | Joëlla |          |       | Bibi           | Maha      |          |          |          |          |          |        |           |
| 9  | Sinio    |          |        | Jawahir  |       |                |           |          |          |          |          |          |        |           |
| 10 | Nick     | Sam      |        |          |       |                |           |          |          |          |          |          |        |           |
| 11 | Silke    |          |        |          |       |                |           |          |          |          |          |          |        |           |
| 12 | Joëlla   |          |        |          |       |                |           |          |          |          |          |          |        |           |
| 13 | Jay      |          |        |          |       |                |           |          |          |          |          |          |        |           |
| 14 | Maha     |          |        |          |       |                |           |          |          |          |          |          |        |           |
| 15 | Sam      |          |        |          |       |                |           |          |          |          |          |          |        |           |
| 16 | Lenny    |          |        |          |       |                |           |          |          |          |          |          |        |           |

 De kandidaat werd geëlimineerd
 De kandidaat zat in de gevarenzone, maar niemand werd geëlimineerd
 De kandidaat stapte vrijwillig uit de wedstrijd
 De kandidaat won de wedstrijd